# Choi Min-ho
Choi Min-Ho (Koreaans: 최 민호) (Gimcheon, 18 augustus 1980) is een Koreaans judoka Hij komt uit in de lichtgewichtklasse. Hij werd olympisch kampioen en wereldkampioen op deze discipline.
Op de Olympische Spelen van 2004 behaalde Choi de bronzen medaille bij het lichtgewicht. Vier jaar later, op de Olympische Zomerspelen 2008 in Peking wist Choi de olympische titel te bemachtigen nadat hij al zijn partijen (vijf) met een ippon had afgesloten. Choi was in de halve finale Ruben Houkes binnen 24 seconden de baas. In de finale versloeg Choi de heersend Europees kampioen in het lichtgewicht, Ludwig Paischer.
In 2005 werd Choi in Osaka wereldkampioen in het lichtgewicht.

## Erelijst

### Olympische Spelen
- 2004:  Athene
- 2008:  Peking

### WK
- 2003:  Osaka
- 2007:  Rio de Janeiro

### Aziatische kampioenschappen
- 2001:  Ulaanbaatar
- 2003:  Koeweit
- 2007:  Koeweit
- 2012:  Ulaanbaatar

1980: Thierry Rey ·
1984: Shinji Hosokawa ·
1988: Kim Jae-yup ·
1992: Nasim Gusseinov ·
1996: Tadahiro Nomura ·
2000: Tadahiro Nomura ·
2004: Tadahiro Nomura ·
2008: Choi Min-ho ·
2012: Arsen Galstjan ·
2016: Beslan Moedranov ·
2020: Naohisa Takato ·
2024: Yeldos Smetov